# ちよだタクシー
ちよだタクシー株式会社は、広島県山県郡北広島町に本社を置くタクシー事業者である。

## 乗合タクシー
以下の乗合タクシー路線を運行している。

### ホープタクシー千代田
- ホープタクシーは乗合タクシーであるが、法律上は一般乗用旅客自動車運送事業（タクシー）ではなく、一般乗合旅客自動車運送事業（乗合バス）として扱われる。
- 利用の際は予約センターへの電話予約が必要となる。
- 運賃は大人500円、小学生・幼児250円、乳児は無料。
  - 西部エリア（八重タクシーが運行）、南部エリア（壬生交通が運行）を含む他路線への乗り継ぎの場合は大人200円、小学生・幼児100円を加算。
- 全便日曜日・祝日・お盆・年末年始運休。

北部エリア
- 川戸線
  - 共通エリア - 中山 - 川戸
- 壬生線
  - 共通エリア - 惣森 - 川西 - 川東 - 川井保余原

なお、以前は「千代田巡回バス」の一部路線も運行していたが、現在は担当していない。

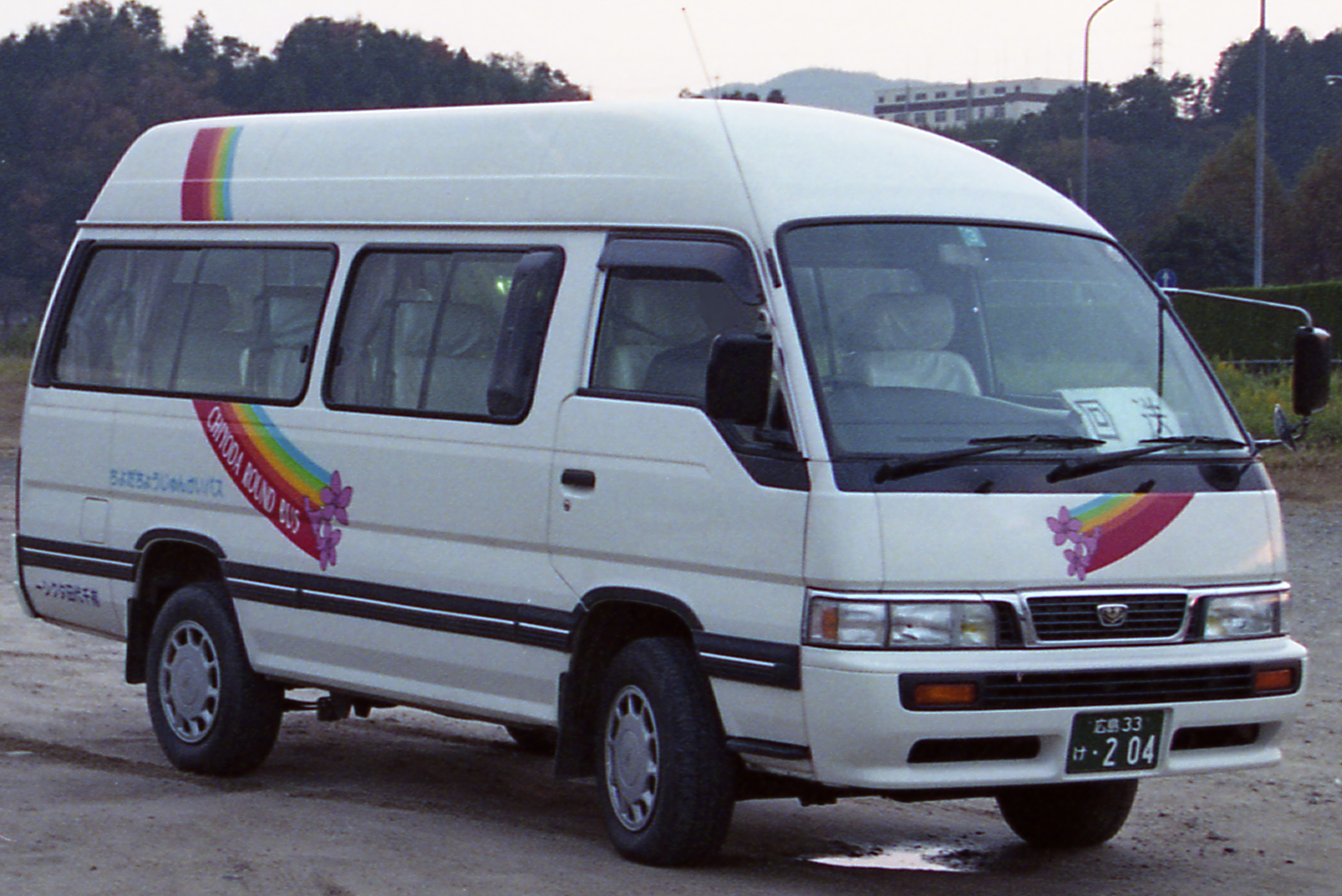
千代田巡回バスの車両（1998年当時）
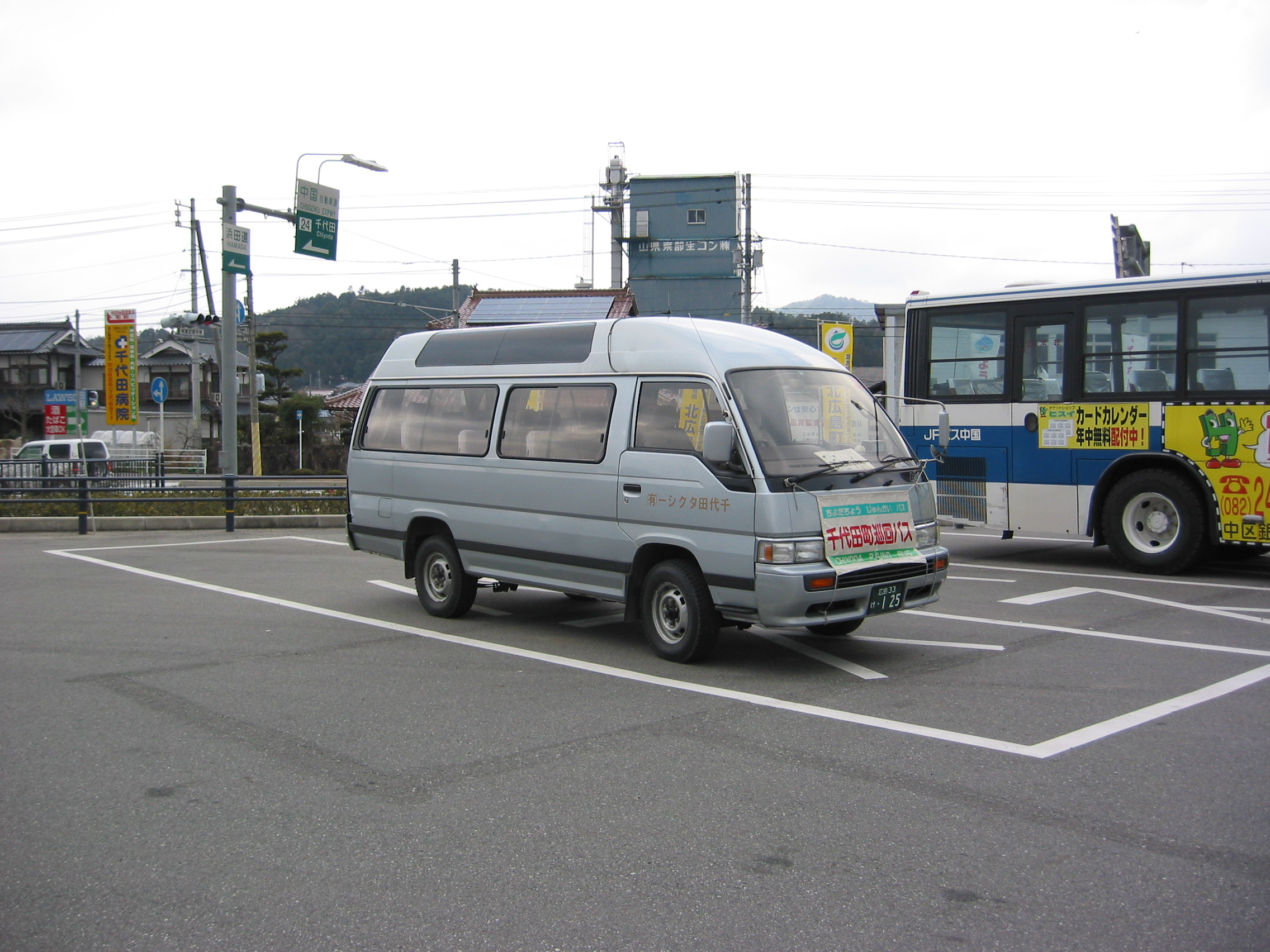
千代田巡回バスの車両（2007年当時）